# Macrocentrus angustifacialis
Macrocentrus angustifacialis är en stekelart som beskrevs av Granger 1949. Macrocentrus angustifacialis ingår i släktet Macrocentrus och familjen bracksteklar. Inga underarter finns listade i Catalogue of Life.